# Jason Watson
Jason Watson (sinh ngày 2 tháng 3 năm 1991) là một cầu thủ bóng đá người Jamaica gần đây nhất thi đấu cho Wilmington Hammerheads, ở vị trí tiền vệ.

## Sự nghiệp
Watson thi đấu cho Waterhouse F.C. từ năm 2011 đến 2014, bao gồm 2 lần cho mượn đến câu lạc bộ USL PDL Jersey Express năm 2012 và câu lạc bộ Phần Lan KPV Kokkola năm 2013. Watson ký hợp đồng với câu lạc bộ USL Pro Wilmington Hammerheads ngày 26 tháng 3 năm 2014.